# Матвєєв Хрисанф Михайлович
Матвєєв Хрисанф Михайлович (1867 чи 1868-1919) — миколаївський громадський діяч, міський голова (1918). Інженер-технік, гласний Миколаївської міської думи (1905-09,1909-13,1913-17), заступник міського голови (1913-1917). 

## Родина
Дід Хрисанфа штабний кур'єр Василь Якович Матвєєв отримав на тодішній околиці Миколаєва землю, де побудував кілька будинків. Його син поручик Михайло Матвеєв після відставки об'єднав капітал з відставним капітаном Авдєєвим та заснував майстерню залізних виробів. З 1869 це була вже «Фабрика ливарна, ковальська й слесарна інженер-механиків Авдєєва та Матвєєва», що виготовляла багато товарів від посуду та металевих меблів до елементів складних механізмів, зокрема насосів та сільськогосподарських інструментів
Михайло Матвєєв був одружений з Матильдою Георгіївною, вони мали чотирьох дітей: Анатолія, Хрисанфа, Людмилу та Юлію. Матильда Матвєєва вдало вела справи після смерті чоловіка. Фабрика за успішну роботу отримала велику срібну медаль Імператорського технічного товариства. Маєток Матвєєвих розташовувався біля фабрики, на Наваринській 15. Неподалік в урочище Спаське мали й дачу.

## Діяльність
Хрисанф Матвєєв провадив активну громадську й соціальну діяльність. Він був членом Миколаївського відділення Російського товариства охорони народного здоров'я, Імператорського російського технічного товариства. Обирався членом правління Миколаївського благодійного товариства та мировим суддею Херсонського окружного суду. Також був представником Погоджувальної комісії міського Управління з біржовим Комітетом з питань торгівлі й промисовості.
У 1913-1917 був товаришем (заступником) Миколаївського міського голови. Брав участь у різних офіційних подіях, зокрема в відкритті Миколаївського історико-природничого музею
Від 5 червня до серпня 1917 року виконував обов'язки Миколаївського міського голови.
У травні 1918 року обраний миколаївським міським головою.
Розстріляний більшовиками в Одесі 3 липня 1919 року, відспіваний у Сімеоно-Агриппінівському храмі Миколаєва та похований 8 вересня.
За інформацією письменників Анатолія Йолкіна та Теодора Гладкова, розслідування ОДПУ 1934 року встановило, що Матвеєв був німецьким агентом під керівництвом Віктора Вермана, причетного до низки диверсій на російському флоті під час Першої світової війни.